# Phục bích tại Pháp
Phục bích (tiếng Trung: 復辟), còn được phiên âm là phục tích hay phục tịch, nghĩa đen là "khôi phục ngôi vua" là trường hợp một quân chủ đã từ nhiệm hoặc đã bị phế truất hay từng bị lật đổ bởi các cuộc cách mạng và đảo chính trong nước, thậm chí phải lưu vong do nạn ngoại xâm nhưng sau đó khôi phục lại được ngôi vị của mình. Dưới đây liệt kê những cuộc phục bích tại Pháp.

## Vương quốcNeustriavàVương quốc Burgund
- Theodoric III (tại vị:673, phục vị:675–691)

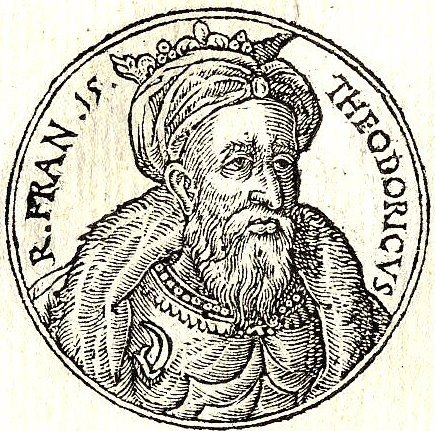
Theodoric III

Năm 673, vua Chlothar III qua đời và Theodoric III kế vị anh trai mình trở thành quân chủ của Newstria và Bourgogne. Tuy nhiên, người anh thứ hai của ông là Childeric II đã sớm nhận được sự ủng hộ của giới quý tộc Newcastle nên đưa quân xâm chiếm rồi truất ngôi Theodoric III. Năm 675, Childeric II áp dụng hình phạt bất hợp pháp của đối với nhà quý tộc tên Bodilo, điều này khiến Bodilo ôm hận nên phối hợp cùng những người bạn của mình là Amalbert và Ingobert lập kế hoạch ám sát nhà vua cùng với hoàng hậu Bilichild và hoàng tử mới năm tuổi của ông ta Dagobert, trong khi đi săn trong rừng Livry (Lognes ngày nay). Tidrick III nhờ đó lại lên ngôi và trở thành vua của Newstralia và Bourgogne lần thứ hai, khi Dagobert II qua đời vào năm 679, Tidrick III cũng đã nhận được Austrasia và trở thành vua của cả vương quốc Frankish.

## Đế quốc Pháp
Đệ nhất Đế chế Pháp:
- Napoléon I (tại vị:1804-1814, phục vị:20/3/1815—22/6/1815)

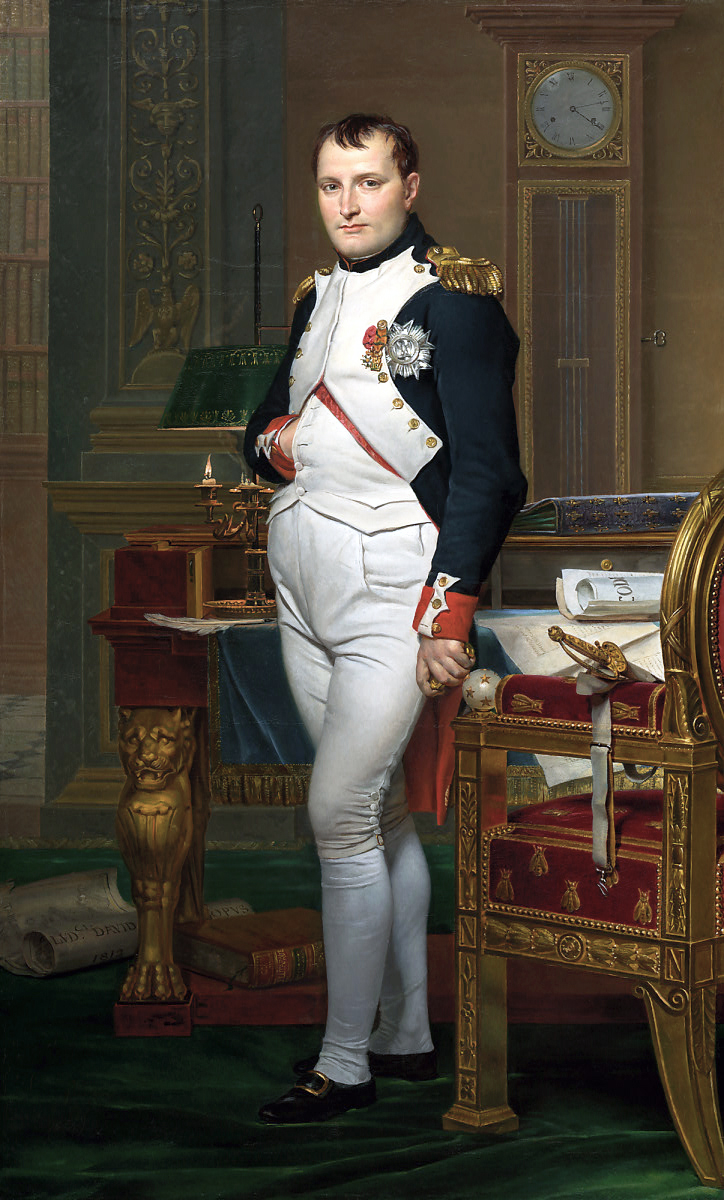
Napoléon I

Năm 1813, Sau cuộc Chiến tranh Liên minh thứ sáu, Napoléon I rút quân về Pháp, quân Liên minh tiến hành bao vây nước Pháp, đã đánh bại Napoléon trong những trận đánh quan trọng tại Laon và Arcis-sur-Aube, và tiến chiếm Paris vào năm 1814. Khi Napoléon đề xuất hành quân tới thủ đô, các thống chế của ông quyết định gây binh biến, Thống chế Michel Ney lãnh đạo cuộc tạo phản này đã lật đổ Napoléon. Napoléon khẳng định rằng quân đội sẽ theo ông, và Michel Ney đáp lại rằng quân đội sẽ theo những vị tướng của nó, Napoléon không có lựa chọn nào ngoài thoái vị. Ông quyết định nhường ngôi cho con là Napoléon II nhưng Liên minh từ chối điều này, Napoléon buộc phải từ bỏ không chỉ các quyền của mình đối với ngai vàng của Pháp, mà cả của con cháu ông. Louis XVIII được liên minh thần thánh gồm: Phổ, Nga, Áo và Anh hộ tống lên làm vua. Trong hiệp ước Fontainebleau, những người chiến thắng đày Napoléon I tới Elba, một hòn đảo ở Địa Trung Hải, cách bờ biển Toscana 20 km. Napoléon I đã tạo dựng một đội quân và cả một lực lượng hải quân nhỏ trên đảo, phát triển các mỏ sắt, và ra những sắc lệnh liên quan đến phương thức canh tác nông nghiệp hiện đại. Napoléon trốn khỏi Elba ngày 26 tháng 2 năm 1815, ông cập bến ở Golfe-Juan trên đất liền Pháp hai ngày sau đó. Napoléon tiếp cận đội quân một mình, xuống ngựa và khi đứng trong tầm đạn, ông hét lên: "Ta ở đây. Giết Hoàng đế của các người đi, nếu các người muốn". Những người lính đáp lại bằng tiếng hô "Hoàng đế Vạn tuế!" và hành quân cùng Napoléon tới Paris, Louis XVIII bỏ chạy. Các cường quốc tại hội nghị Viên đã tuyên bố Napoléon là kẻ ngoài vòng pháp luật, và bốn ngày sau Anh, Nga, Áo và Phổ kết hợp một lần nữa để gửi mỗi nước 15 vạn quân tới chiến trường để chấm dứt nền cai trị của ông. Lần phục vị này kết thúc bởi trận Waterloo, trên lịch sử gọi là triều đại Một trăm ngày, Napoléon I bị tống giam và sau đó lưu đày tới đảo Saint Helena trên Đại Tây Dương, cách bờ biển Tây Phi 1.870 km.
Bourbon phục hoàng:
- Louis XVIII (tại vị:6/4/1814-20/3/1815, phục vị:8/7/1815-16/9/1924)

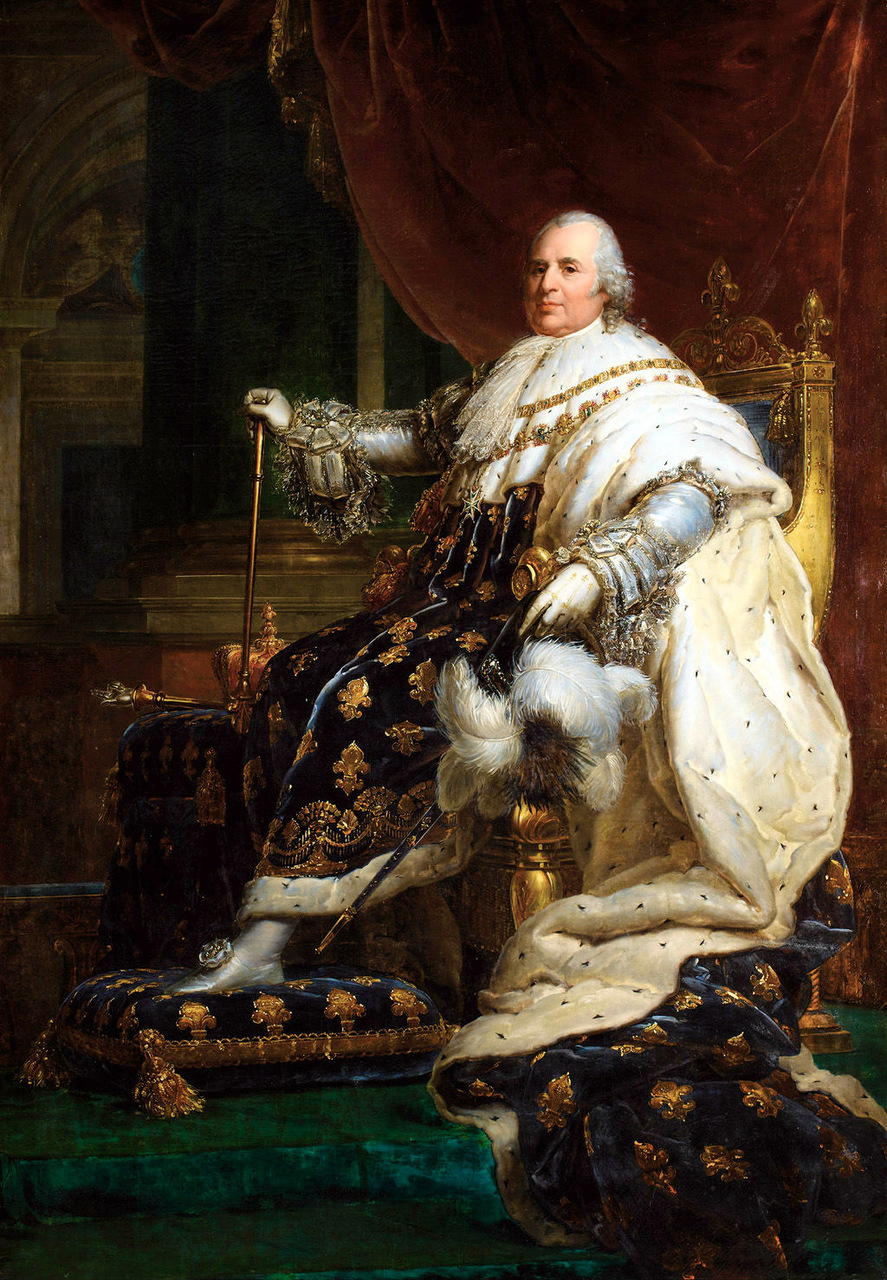
Louis XVIII

Năm 1814, sau khi đánh bại và cầm tù Napoléon I, Louis XVIII được liên minh thần thánh nhất trí lập làm vua nước Pháp. Năm 1815, việc Napoléon I trở lại phục vị khiến ông sợ hãi phải bỏ chạy đến vùng Le Cateau-Cambrésis lánh nạn. Nhưng triều đại thứ hai của Napoléon I chỉ tồn tại không đầy 100 ngày thì bị tứ đại cường quốc lúc bấy giờ là: Anh, Nga, Áo, Phổ tập hợp binh lực tiêu diệt. Napoléon I thất thế buộc phải từ ngôi lần thứ hai vì lợi ích của đứa con trai bốn tuổi của mình, ủy ban chính phủ của năm thành viên đã thống trị Pháp, đang chờ đợi sự trở lại của vua Louis XVIII, họ nắm giữ quyền lực trong hai tuần, nhưng chưa bao giờ chính thức triệu tập Napoleon II làm Hoàng đế hoặc chỉ định một người đại diện. Lối vào của quân Đồng minh vào Paris vào ngày 7 tháng 7 đã mang lại một kết thúc nhanh chóng cho những mong muốn của người ủng hộ ông, Napoléon II đã định cư tại Áo với mẹ và chắc chắn là không biết rằng ông đã được tuyên bố Hoàng đế về việc cha ông từ bỏ. Louis XVIII quay về Pháp tái đăng cơ, trên lịch sử gọi sự kiện này là Bourbon phục hoàng.

## Thân vương quốc Andorra
- Galcerand de Vilanova (tại vị:1388–1396, phục vị:1396–1415)

Năm 1396, Thân vương quốc Andorra bị Vương quốc Aragon sáp nhập, Galcerand de Vilanova do đó mất ngôi. Tuy nhiên, chỉ ít lâu sau, ông đã khôi phục lại chính quyền do quân đội Aragon triệt thoái bởi nhiều nguyên nhân khác nhau.
- Mathieu de Foix (tại vị:1391–1396, phục vị:1396–1398)

Năm 1396, Thân vương quốc bị Vương quốc Aragon sáp nhập, Mathieu de Foix do đó mất ngôi. Tuy nhiên, chỉ ít lâu sau, ông đã khôi phục lại chính quyền do quân đội Aragon triệt thoái bởi nhiều nguyên nhân khác nhau.
- Pere de Cardona (tại vị:1472–1512, phục vị:1513–1515)

Năm 1512, lần thứ hai trong lịch sử nhân loại, Vương quốc Aragon lại chiếm đóng Thân vương quốc Andorra. Pere de Cardona thất thế phải bỏ chạy, cuộc chinh phục này kéo dài hơn một năm thì chấm dứt bởi những thỏa thuận đạt được thông qua nhất trí của cả hai bên, ông được đưa trở lại ngôi báu.
- Catherine (tại vị:1483–1512, phục vị:1513–1517)

Năm 1512, lần thứ hai trong lịch sử nhân loại, Vương quốc Aragon lại chiếm đóng Thân vương quốc Andorra. Catherine thất thế phải bỏ chạy, cuộc chinh phục này kéo dài hơn một năm thì chấm dứt bởi những thỏa thuận đạt được thông qua nhất trí của cả hai bên, bà được đưa trở lại ngôi báu.

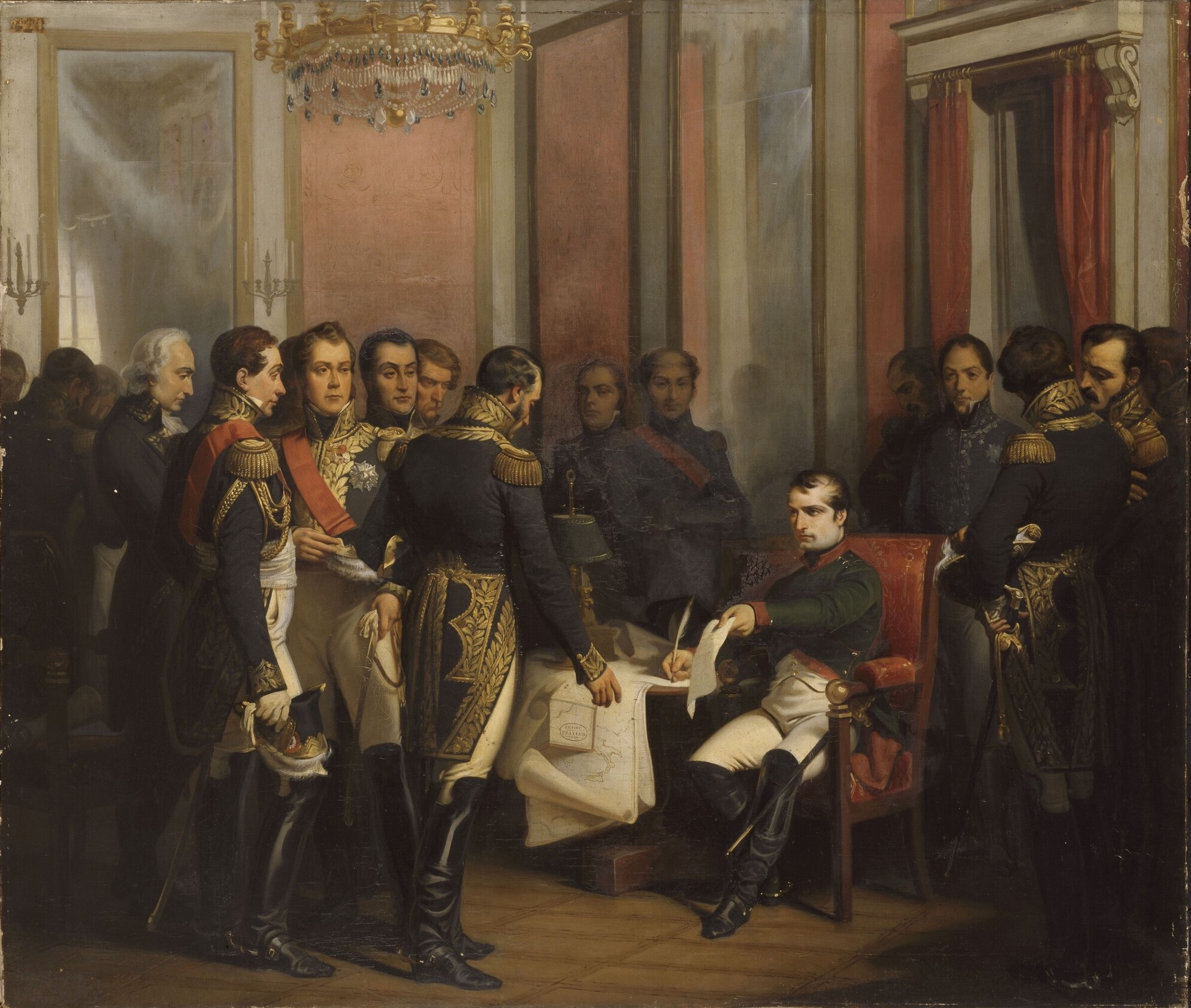
Napoléon Bonaparte thoái vị

- Napoléon Bonaparte (tại vị:1806–1814, phục vị:1815)

Năm 1814, Hoàng đế Pháp Napoléon Bonaparte bị liên minh 4 nước: Anh, Nga, Áo, Phổ đánh bại, địa vị của ông tại Thân vương quốc Andorra cũng mất luôn. Louis XVIII lên ngôi chưa bao lâu thì Napoléon Bonaparte trốn khỏi nơi giam giữ khôi phục cơ đồ, nhưng triều đại lần hai cũng chỉ kéo dài không đến 100 ngày thì đã bị quật đổ.
- Louis XVIII (tại vị:1814–1815, phục vị:1815–1824)

Năm 1815, Louis XVIII phải bỏ trốn vì sự phục bích của Napoléon Bonaparte. Tuy nhiên 97 ngày sau, khi liên minh tứ đại cường quốc đánh tan được Napoléon Bonaparte, ông đã trở lại vị trí từng có của mình.

## Thân vương quốc Monaco
Triều đại Grimaldi:
- Louis I (tại vị:1395, phục vị:1397–1402)

Ngày 19/12/1395, sau ngót một năm đồng cai trị, Louis I và Jean I đều bị buộc phải thoái vị, Thân vương quốc Monaco được đặt dưới sự kiểm soát của nước cộng hòa Genova. Năm 1397, Louis I khôi phục quyền lực khi nước cộng hòa Genova quyết định trao trả độc lập cho Monaco.
- Jean I (tại vị:1395, phục vị:1419–1436, tái phục vị:1436–1454)

Ngày 19/12/1395, sau ngót một năm đồng cai trị, Louis I và Jean I đều bị buộc phải thoái vị, Thân vương quốc Monaco được đặt dưới sự kiểm soát của nước cộng hòa Genova. Năm 1402, Louis I qua đời, Monaco lại bị cộng hòa Genova sáp nhập. Đến năm 1419, cộng hòa Genova xây dựng lại Thân vương quốc Monaco, Jean I lên ngôi lần thứ hai, ban đầu đồng cai trị cùng hai người anh em của mình là Ambrogio Grimaldi (cho đến năm 1433) và Antonio Grimaldi (cho đến năm 1427), giai đoạn năm 1433-1436 chỉ còn một mình Jean I cầm quyền. Từ ngày 03/10/1436-01/11/1436, Monaco bị chiếm đóng bởi Công quốc Milan, dưới sự thống lĩnh của công tước Biagio Assereto. Tiếp theo đó, Jean I trục xuất được Biagio Assereto và giữ vai trò chúa tể ở đây cho đến hết quãng đời còn lại.